# Nuri Sesigüzel
 (octobre 2023).
La mise en forme du texte ne suit pas les recommandations de Wikipédia : il faut le « wikifier ».
Les points d'amélioration suivants sont les cas les plus fréquents. Le détail des points à revoir est peut-être précisé sur la page de discussion.
- Les titres sont pré-formatés par le logiciel. Ils ne sont ni en capitales, ni en gras.
- Le texte ne doit pas être écrit en capitales (les noms de famille non plus), ni en gras, ni en italique, ni en « petit »…
- Le gras n'est utilisé que pour surligner le titre de l'article dans l'introduction, une seule fois.
- L'italique est rarement utilisé : mots en langue étrangère, titres d'œuvres, noms de bateaux, etc.
- Les citations ne sont pas en italique mais en corps de texte normal. Elles sont entourées par des guillemets français : « et ».
- Les listes à puces sont à éviter, des paragraphes rédigés étant largement préférés. Les tableaux sont à réserver à la présentation de données structurées (résultats, etc.).
- Les appels de note de bas de page (petits chiffres en exposant, introduits par l'outil «  Source ») sont à placer entre la fin de phrase et le point final[comme ça].
- Les liens internes (vers d'autres articles de Wikipédia) sont à choisir avec parcimonie. Créez des liens vers des articles approfondissant le sujet. Les termes génériques sans rapport avec le sujet sont à éviter, ainsi que les répétitions de liens vers un même terme.
- Les liens externes sont à placer uniquement dans une section « Liens externes », à la fin de l'article. Ces liens sont à choisir avec parcimonie suivant les règles définies. Si un lien sert de source à l'article, son insertion dans le texte est à faire par les notes de bas de page.
- La présentation des références doit suivre les conventions bibliographiques. Il est recommandé d'utiliser les modèles {{Ouvrage}}, {{Chapitre}}, {{Article}}, {{Lien web}} et/ou {{Bibliographie}}. Le mode d'édition visuel peut mettre en forme automatiquement les références.
- Insérer une infobox (cadre d'informations à droite) n'est pas obligatoire pour parachever la mise en page.

Pour une aide détaillée, merci de consulter Aide:Wikification.
Si vous pensez que ces points ont été résolus, vous pouvez retirer ce bandeau et améliorer la mise en forme d'un autre article.
Nuri Sesigüzel est un doubleur et acteur de cinéma turc.

## Biographie
Nuri Sesigüzel est né le 1er juillet 1937 dans le district de Birecik à Şanlıurfa. Après enseignement secondaire, il abandonne ses études et s’intéresse à la musique qu’il adore beaucoup. Il entre dans sa vie artistique en remportant le concours organisé par TRT Istanbul Radio en 1961. D'autres artistes célèbres, Nida Tüfekçi et Ali Ekber Çiçek, ont également participé à ce concours .
Après avoir sorti son premier disque intitulé "Kore Dağlarında Kar Bölük Bölük", il a remporté le prix du disque d'or avec ses chansons folkloriques "Sarı Sabahlık, Ağlayan Gözlerim, Saç Beyaz Oldu". Les compositions de la plupart des chansons folkloriques qu'il a chantées étaient les siens et il a composé 57 chansons folkloriques de 1963 à 1995 ,.
Dans une interview, l'artiste a déclaré : "Quand j'avais 14 ans, je suis tombé très amoureux. Cependant, ils ont fiancé la fille que j'aimais à quelqu'un d'autre. Je me suis enfui à Istanbul à cause de ma colère et de ma tristesse. Par colère, j'ai oublié de prendre ma carte d'identité. J'ai erré sans carte d'identité pendant 4 ans. Le feu et la douleur de l'amour en moi ne se sont jamais éteints. Plus tard, j'ai remporté le prix du disque d'or. J'ai écrit la chanson folklorique "Sarı Sabahlık" pour cet amour. Cet amour est l'un des les raisons pour lesquelles je suis devenu chanteur folk. J'ai participé à l'examen organisé par TRT Istanbul Radio. Cependant, mon objectif n'était pas de travailler à Istanbul Radio. Parce que le son de cette radio n'atteignait que les environs d'Istanbul, jusqu'à Sakarya. Cependant, "je voulais atteindre toute la Turquie via TRT Ankara Radio et chanter mes chansons à cette fille de Birecik". il a dit .
Il commence sa carrière d'acteur en 1963 avec le film "Kara Yılan". Il a joué dans les films "Fabrika Gülü" en 1964, "Kara Tren" en 1966, "Aşk Türküsü", "Mahalle Baskısı" en 1969 et "Kaderin Oyunu" en 1970 .
Le maître artiste a également composé la musique de "Geceler Yarim Oldu" et "Burçak Tarlası" en 1966, "Kara Sevda" en 1968 et de nombreux autres films .
En 1975, il fonde la fondation FILMSAN avec de nombreux artistes du cinéma tels que Hülya Koçyiğit et Ayla Algan.
Il est décédé d'une insuffisance cardiaque à Istanbul le 20 mai 2023. Après la prière funéraire célébrée à la mosquée Teşvikiye le 21 mai, il a été enterré au cimetière de Büyükçekmece .

## Discographie principale
- Acı Bana · 2014
- Aşk Ateşi · 2002
- Benden Ayrı Gezersen
- Dertli Mektup · 2003
- Durma Güzel Durma · 2003
- Grafson'dan Nuri Sesigüzel Klasikleri · 2019
- Gurbet · 2018
- İnce İnce Bir Kar Yağar
- Karşılıksız Sevenler · 1996
- Kralın Klasikleri · 2015
- Orta Mektepte
- Öbür Dünya Albümü Öbür Dünya Nuri Sesigüzel
- Öleyim Mi Yasemin · 1995
- Taş Plak Serisi Efsane Albümler, Vol. 8 · 2015
- Vah Yazık Olmuş
- Züleyha · 2018
- Züleyha · 2019

## Filmographie
- 1977 : Bir Yiğit Gurbete Gitse
- 1975 : Deli Deli Tepeli
- 1975 : Bahtı Kara Yarim
- 1974 : Başa Gelen Çekilir
- 1973 : Züleyha
- 1970 : Günahımı Çekeceksin
- 1970 : Kaderin Oyunu
- 1970 : Ham Meyva
- 1969 : Bir Aşk Türküsü
- 1969 : Dost Hançeri
- 1969 : Gelin Ayşem
- 1969 : Kendi Düşen Ağlamaz
- 1969 : Mahallenin Namusu
- 1969 : Mezarımı Taştan Oyun
- 1969 : Tütüncü Kız Emine
- 1969 : Vatan Borcu
- 1969 : Gül Ayşe
- 1968 : Kara Sevda
- 1968 : Yayla Kartalı
- 1968 : Kara Yazım
- 1968 : Yaşamak Haram Oldu
- 1968 : Mezarım Mermerden Olsun
- 1967 : Acı Türkü
- 1967 : Garipler Sokağı
- 1967 : Acı Tutku
- 1967 : Aşkınla Divaneyim
- 1966 : Seher Vakti
- 1966 : Kara Tren
- 1966 : Fabrikanın Şoförü
- 1966 : Geceler Yarim Oldu
- 1966 : Kartal Yavrusu Hamido
- 1966 : Burçak Tarlası
- 1965 : Ağlayan Gözler
- 1964 : Fabrikanın Gülü
- 1963 : Kara Yılan